# Rivière Blanche Sud
Pour les articles homonymes, voir Rivière Blanche.
La Rivière Blanche Sud est un affluent de la rive sud-est de la rivière Blanche¸ laquelle coule vers le nord jusqu'au littoral sud du golfe du Saint-Laurent (péninsule gaspésienne). La confluence de la rivière Blanche Sud" est située dans la municipalité de Saint-Ulric, dans la municipalité régionale de comté (MRC) de La Matanie, dans la région administrative du Bas-Saint-Laurent, dans la province de Québec, au Canada.
La rivière Blanche Sud coule dans la municipalité de Sayabec, Saint-Damase (La Matapédia) (canton MacNider) et la municipalité de Saint-Ulric (canton de Matane).

## Géographie
La rivière Blanche Sud prend sa source au lac de la Rivière Blanche (longueur : 0,8 km ; altitude : 163 m) dans les collines Chic-Chocs des Monts Notre-Dame. Ce lac est situé dans la partie nord de la municipalité de Sayabec, à 4,4 km au nord du lac Matapédia, à 17,6 km au sud-est du littoral sud-est du golfe du Saint-Laurent, à 7,2 km au nord-est du centre du village de Sayabec et à 7,6 km au sud-ouest du centre du village de Sainte-Paule.
Le lac de la Rivière Blanche est alimenté par la décharge du Petit lac à Soucy (venant du sud), un ruisseau venant du sud-est et un autre ruisseau venant de l'est.
La rivière Blanche Sud coule généralement en zones forestières en direction nord, sur 21,3 km répartis selon les segments suivants :

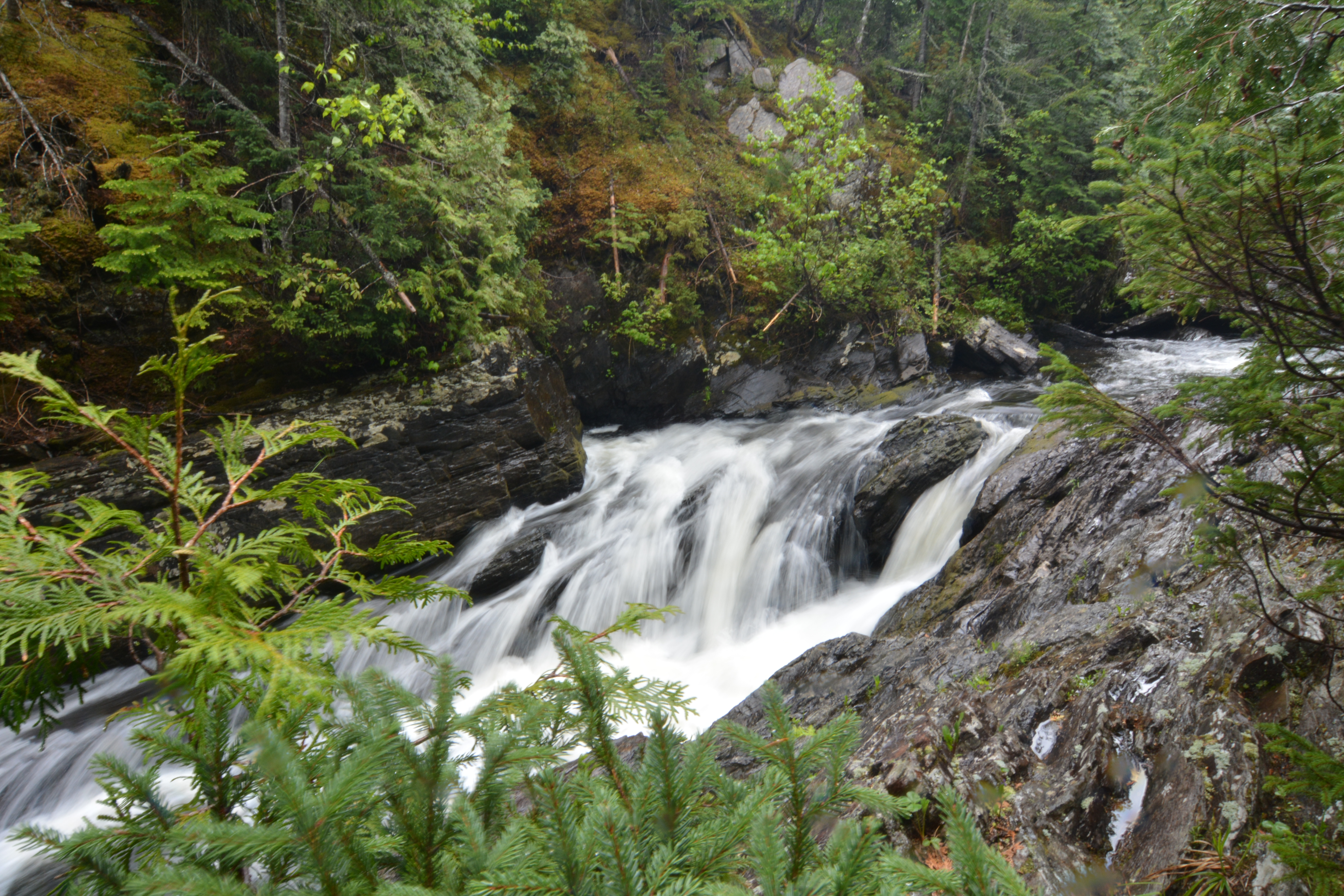
Chutes sur la rivière Blanche Sud près de Saint-Léandre

Cours inférieur de la rivière (segment de 11,9 km)
À partir du "lac de la Rivière Blanche", la rivière Blanche Sud" coule sur :
- 0,3 km vers le nord-ouest dans la municipalité de Sayabec, jusqu'à la rive sud-est du lac Arthur, soit à la limite du canton MacNider de Saint-Damase (La Matapédia) ;
- 0,9 km vers le nord-ouest, en traversant le lac Arthur (longueur : 1,1 km ; altitude : 161 m) ;
- 0,5 km vers l'ouest, jusqu'à la confluence du lac Édouard (longueur : 0,5 km ; altitude : 161 m) ;
- 0,6 km vers l'ouest, en passant sous le pont du "chemin du lac Castor", jusqu'à la confluence d'un ruisseau (venant du sud) ;
- 3,5 km vers le nord, jusqu'à la rive sud du lac Roy (longueur : 0,7 km ; altitude : 154 m) ;
- 0,7 km vers le nord, en traversant le lac Roy, jusqu'à sa confluence ;
- 1,3 km vers le nord, en traversant deux petits lacs (altitude : 153 m et 152 m), jusqu'à la limite du canton de Matane ;
- 1,7 km vers le nord-est, jusqu'à la décharge du lac Hermine (venant de l'Est) ;
- 1,0 km vers le nord-ouest, jusqu'à la décharge du lac des Chasseurs (venant du sud-ouest) ;
- 1,4 km vers le nord-ouest, en traversant le lac Adèle (altitude : 144 m), jusqu'à l'embouchure du lac.

Cours inférieur de la rivière (segment de 9,4 km)
À partir de l'embouchure du lac Adèle, la rivière Blanche Sud" coule sur :
- 1,1 km vers le nord-ouest, jusqu'à la confluence de la décharge du lac McMullen et du lac Alphéda (venant du nord-est) ;
- 1,7 km vers le nord-ouest, jusqu'à confluence de la décharge du lac à Labonté (venant du sud-ouest) ;
- 1,2 km vers le nord, jusqu'à la confluence d'un ruisseau (venant de l'Est) ;
- 1,4 km vers le nord, jusqu'à la décharge du lac Dupuis (venant de l'ouest) ;
- 1,6 km vers le nord, jusqu'à la décharge du lac à Henri-Caron (venant de l'Est) ;
- 2,4 km vers le nord, jusqu'à sa confluence[2].

La rivière Blanche Sud se déverse sur le littoral sud-est de la rivière Blanche (canton de Matane) dans Saint-Ulric. Cette confluence est située à 6,0 km au sud-est du littoral sud-est du golfe du Saint-Laurent et à 6,0 km au sud du centre du village de Saint-Ulric.

## Toponymie
Le toponyme rivière Blanche Sud a été officialisé le 5 décembre 1968 à la Commission de toponymie du Québec.